# Keratoderma palmoplantaris transgrediens et progrediens
Das Keratoderma palmoplantaris transgrediens et progrediens ist eine sehr seltene angeborene Form einer Hereditären Palmoplantarkeratose (Verhornungsstörung) mit diffuser  überschießender Hornhautbildung (Hyperkeratose) der Handflächen und Fußsohlen kombiniert meist mit einer Hyperhidrose (übermäßiges Schwitzen).
Synonyme sind: Diffuse palmoplantare progressive Hyperkeratose; Greither-Syndrom; Keratosis extremitatum hereditaria progrediens; PPK, diffuse progressive; Keratodermia palmoplantaris progressiva; Keratosis extremitatum hereditaria progrediens; Keratosis extremitatum hereditaria transgrediens et progrediens; Keratosis palmoplantaris diffusa Typ Greither; Keratosis palmoplantaris transgrediens; Keratosis palmoplantaris transgrediens Typ Greither; Keratosis palmoplantaris Typ Greither; Keratosis palmoplantaris diffusa transgrediens et progrediens (Greither)
Die Erstbeschreibung und Namensbezeichnung stammt aus dem Jahre 1952 durch Aloys Greither.

## Verbreitung
Die Häufigkeit ist nicht bekannt, die Vererbung erfolgt autosomal-dominant, eventuell auch autosomal-rezessiv.

## Ursache
Der Erkrankung liegen teilweise Mutationen im GJB3-Gen auf Chromosom 1 Genort p34.3 oder im KRT1-Gen auf Chromosom 12 an q13.13 zugrunde.

## Klinische Erscheinungen
Klinische Kriterien sind:
- Erkrankungsbeginn im ersten Lebensjahrzehnt
- diffuse symmetrische Palmoplantarkeratose mit punktförmigen Grübchen, rot-gelbe mäßige bis ausgeprägte Hyperkeratose der Handflächen und Fußsohlen
- Ausbreitung auf Handrücken, Fußkanten, Ferse und Achillessehne (transgrediens)
- häufig auch Schienbein, Knie, Ellenbogen
- Progredienz der Keratosen mit Stillstand im 4. Lebensjahrzehnt (progrediens)
- Rückbildung bis zum 6. Lebensjahrzehnt
- Hyperhidrose

## Diagnose
Die Diagnose ergibt sich aus den klinischen Befunden und dem Verlauf.

## Differentialdiagnose
Abzugrenzen sind Mal de Meleda (Keratosis palmoplantaris transgrediens) und
Erythrokeratodermia progressiva symmetrica.